# Коранцано (Удине)
Коранцано је насеље у Италији у округу Удине, региону Фурланија-Јулијска крајина.
Према процени из 2011. у насељу је живело 29 становника. Насеље се налази на надморској висини од 216 м.